# Хохол Олена Миколаївна
Олена Миколаївна Хохол (3 червня 1897, місто Устилуг, Волинська губернія — 17 травня 1964, Київ) — український педіатр, доктор медичних наук, професор, член-кореспондент Академії медичних наук СРСР (з 1953). Кандидат у члени ЦК КПУ в 1954—1956 роках. Депутат Верховної Ради УРСР 3—4-го скликань.

## Біографія
Олена Хохол народилася в родині вчителів Миколи Гавриловича та Катерини Павлівни Хохолів. Мала двох братів. Олена закінчила гімназію. Невдовзі родина переїхала в Умань.
Навчалася в Київському жіночому медичному інституті, який було приєднано 1920 року до медичного факультету Київського університету зі створенням Інституту народного здоров'я. 1921 року закінчила його як Київську державну медичну академію. Серед її викладачів був Євген Скловський.
Після випуску працювала педіатром в Умані, була завідувачкою Будинку дитини.
З 1924 року короткий час працювала асистенткою кафедри педіатрії Смоленського медичного інституту, якою завідував професор В. П. Жуковський — дядько Олени за матір'ю.
Була одружена з Іваном Датишвілі, лікарем-гінекологом. У 1925 році він загинув при спробі пограбування їхнього помешкання. У 1925 році Олена Хохол переїхала в Київ. Працювала в медичних закладах Києва, зокрема в Будинку грудної дитини. Невдовзі Олена одружилася вдруге з агрономом Василем Зеленським. 20 жовтня 1927 року в них народилася дочка Людмила.
З 1927 року працювала на кафедрі педіатрії Київського інституту вдосконалення лікарів.
У 1941 році з початком німецько-радянської війни була евакуйована в місто Сердобськ Пензенської області, працювала завідувачкою медичної частини Червоної армії. У 1942 році Хохол призначили начальником управління дитячих лікувальних установ Наркому охорони здоров'я СРСР.
У 1943—1945 роках — директор Інституту педіатрії, акушерства і гінекології.
З 1946 року працювала в Київському медичному інституті. 15 січня 1946 року її було призначено завідувачкою новоствореної кафедри пропедевтики педіатрії. Дитяча клініка на 90 ліжок, відділення для новонароджених, дитяча консультація та інші підрозділи Інституту педіатрії, акушерства і гінекології стали клінічною базою кафедри. Також у 1947-1948 роках до клінічної бази було додано клінічну лікарню імені Калініна. У 1950 році вона стала завідувачкою кафедри госпітальної педіатричної терапії й завідувала нею до кінця життя.
У 1948—1952 роках була деканом педіатричного факультету.

## Наукова робота
1945 року захистила докторську дисертацію «Матеріали до питання про порушення капілярного кровообігу при токсичній диспепсії». Заснувала сучасну київську педіатричну школу. Серед її учнів — Олена Михайлівна Лук'янова, Олена Сидорівна Кошель-Плескунова, Валентина Дмитрівна Отт, Віра Дмитрівна Чеботарьова, Аліса Панасівна Андрущук та інші.
Авторка 80 наукових праць, зокрема 3 монографій. Редактор IV тому посібника з педіатрії. Була керівницею 5 докторських та 25 кандидатських дисертацій.
Праці присвячено проблемам фізіології та патології дітей раннього віку (питанням шлунково-кишкових захворювань, порушень кровообігу, дієтетики тощо); запропонувала низку методів вигодовування дітей.
Тривалий час Хохол була заступницею відповідального редактора журналу «Педіатрія, акушерство та гінекологія», членом редколегій журналів «Педіатрія» та «Лікарська справа». Під її керівництвом були організовані і проведені І, ІІ та ІІІ з'їзди лікарів-педіатрів Україні. За її активної допомоги було проведено VIII Всесоюзний з'їзд дитячих лікарів у Києві, що відвідали 2 тисячі учасників, зокрема 11 іноземних делегацій.
Олену Хохол було обрано головою Українського товариства педіатрів, Київського міського товариства педіатрів. Вона входила до правління Всесоюзного товариства дитячих лікарів.

## Громадська діяльність
Олена Хохол входила до складу Всесвітньої ради миру. Вона брала участь у 7-й та 8-й сесіях ООН. Також відвідувала Всесвітній конгрес дитячих лікарів (Канада, 1959), Жіночий конгрес (Італія).
Член КПРС з 1953 року. У 1954—1956 роках була кандидатом до ЦК КПУ. Обиралася депутатом Верховної Ради Української РСР 3-го та 4-го скликань.

## Нагороди й звання
- Орден Леніна
- орден Трудового Червоного Прапора (7.03.1960)
- Заслужений діяч науки і техніки УРСР (1958)
- Член-кореспондент АМН СРСР (1953)
- Відмінник охорони здоров'я
- Золота медаль ВДНГ (за створення іонітного молока — першого замінника материнського молока, 1960)
- Почесний член Болгарського педіатричного товариства

## Пам'ять
- На честь Олени Хохол названо одну з вулиць Володимира-Волинського[1], а також вулицю в Устилузі[2].
- Ім'я Олени Хохол було присвоєне кафедрі госпітальної педіатрії Київського медичного інституту 1964 року[2].